# Alexandre Megalopòlites
Alexandre Megalopòlites o Alexandre de Megalòpolis (en grec antic Ἀλέξανδρος) fou un macedoni que es va establir a Megalòpolis a Arcàdia l'any 190 aC on va al·legar que era a descendent d'Alexandre el Gran i va anomenar als seus fills Filip i Alexandre.
La seva filla Apama es va casar amb Aminandre rei d'Atamània. El seu fill gran (Filip de Megalòpolis), que vivia a la cort d'Atàmania, va participar en un complot per assolir el tron de Macedònia amb ajut selèucida, segons diuen Appià i Titus Livi.